# Ernst Bier

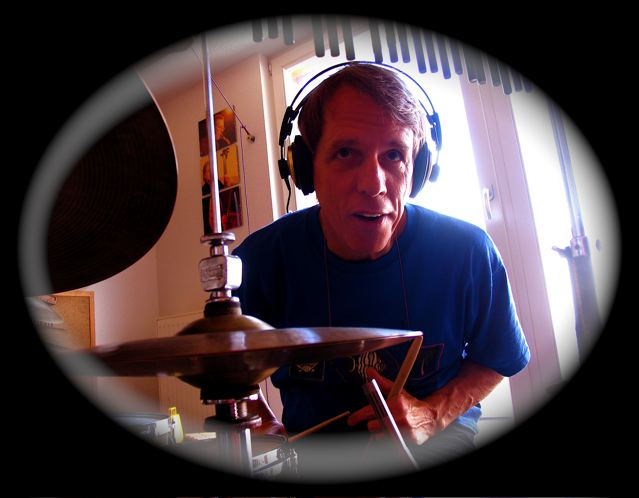
Ernst Bier

Ernst Bier (* 12. Januar 1951 in Barntrup, Nordrhein-Westfalen) ist ein deutscher Jazz-Schlagzeuger.

## Leben und Wirken
Bier studierte 1976 bis 1978 bei Billy Brooks  an der Swiss Jazz School in Bern, was er in den frühen 1980ern durch Privatstudien bei Vernel Fournier, Charlie Persip und Elvin Jones in New York City ergänzte. Bier war zuvor zwischen 1977 und 1981 Mitglied der Gruppe Just Friends (Platte 1979), spielte anschließend bei Paolo Radoni, im Trio von Attila Zoller (1980 bis 1984) und unter Ted Curson in der Blue Note House Band. Seit 1984 ist er Mitglied der Band von Perry Robinson (5 Alben).
1987 zog er nach Köln, 1992 nach Berlin. Dort war er Co-Leader eines Quartetts mit Mack Goldsbury und Ed Schuller, das teilweise auch um Herb Robertson erweitert wurde (CD 2001). Aus dieser Formation kamen die Alben At Night When You Go To Sleep (1996) und Next Move (2001). Er spielte außerdem mit Herb Geller, Günter Heinz, Allan Praskin, John Schröder, Matthias Schubert, Dave Pike, Gary Valente, Bill Bickford, Reggie Moore, Perry Robinson, Felix Wahnschaffe und Nesin Howhannesijan. In seinen aktuellen Projekten arbeitet er mit Sonny Fortune, Karl Schloz und mit Joe Sachse. Bier stand 1996 im Zentrum eines Fernsehporträts des WDR/3Sat von Dokumentarfilmer Werner Kubny.